# 許特巴赫河
49°27′07″N 12°29′08″E / 49.45181°N 12.48556°E

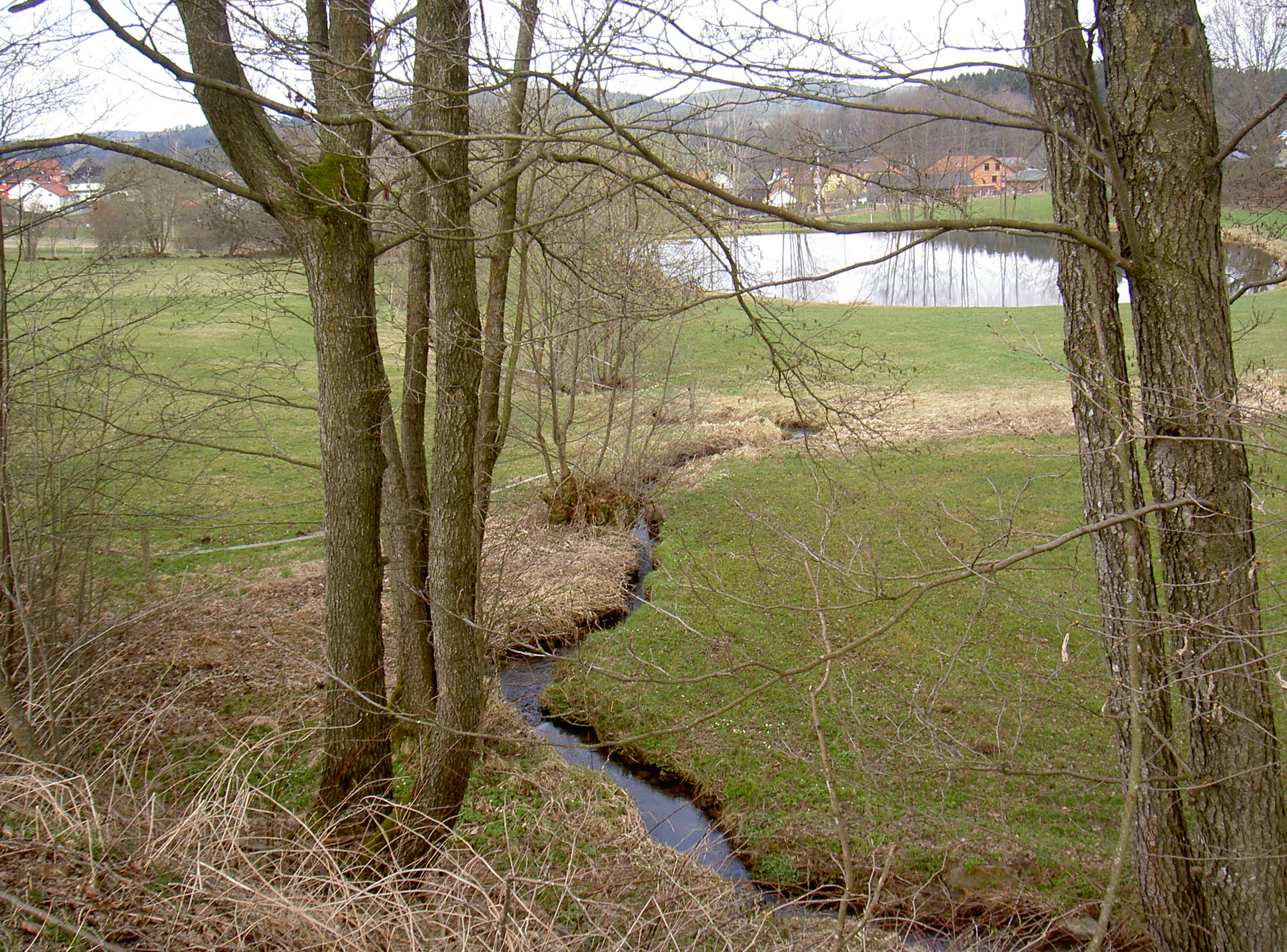

許特巴赫河（德語：Hütbach），是德國的河流，位於該國東南部，由巴伐利亞負責管轄，屬於阿沙河的左支流，河道全長2.9公里，流域面積2.9平方公里，發源自溫克拉恩。